# Rajuvula
Reverso: Atenea de pie. Leyenda karosti: «Apratihata cakrasa chatrapasa rajuvulasa» («El sátrapa Rajuvula con el invencible disco»)

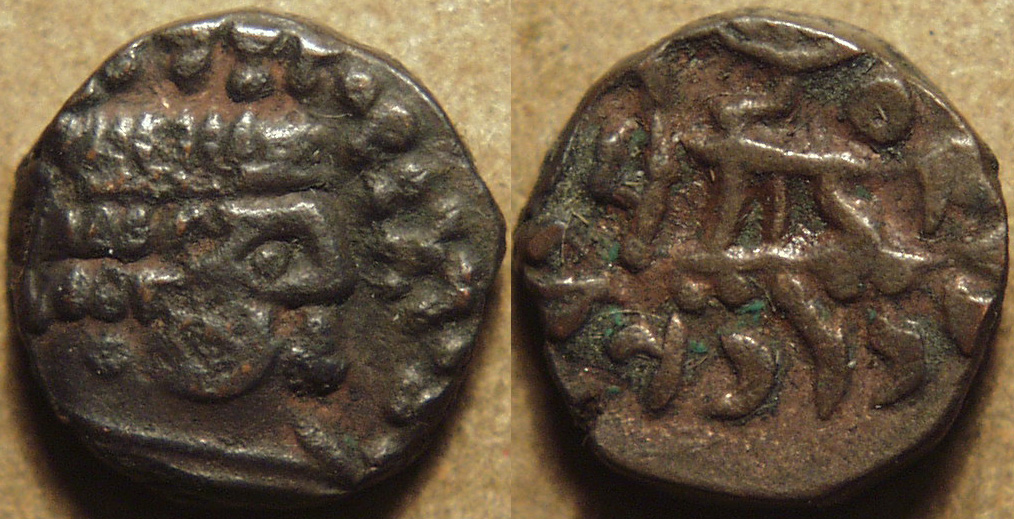
Dracma del rey indoescita Rajuvula (c. 10-25 CE). Peso: 2.21 gm, diámetro: 12 mm
Anverso: Busto del rey Rajuvula, con leyenda griega.Reverso: Atenea de pie. Leyenda karosti: «Apratihata cakrasa chatrapasa rajuvulasa» («El sátrapa Rajuvula con el invencible disco»)

Rajuvula fue un gran sátrapa indoescita que gobernó el área de Mathura en el norte de India en los años alrededor 10 CE. En la India central, los indoescitas conquistaron el área de Mathura a los reyes indios alrededor de 60 a. C. Algunos de sus sátrapas fueron Hagamasha y Hagana, que fueron seguidos por Rajuvula. 
Se cree que Rajuvula invadió el último de los territorios indogriegos en el este del Punyab, y mató al último rey indogriego, Estratón II y a su hijo.
El Capitel Mathura del león, un capitel de piedra arenisca indoescita de Mathura en la India Central, y datado del siglo I d. C., describe en karosti el regalo de una stupa con una reliquia de Buda, por la reina Nadasi Kasa, «la mujer de Rajuvula», e «hija de Aiyasi Kamuia», que era una antigua idea apoyada por Bühler, Rapson, Lüders y otros. Pero según otra teoría más moderna propuesta por Sten Konow, y aceptada por eruditos posteriores, el donante principal fue la princesa Aiyasi Kamuia, «reina principal de Rajuvula», e «hija de Yuvaraja Kharaosta Kamuio». Nadasi Kasa (O Nada Diaka) era hija de Ayasia Kamuia. 
El capitel también menciona la genealogía de varios sátrapas indoescitas de Mathura.

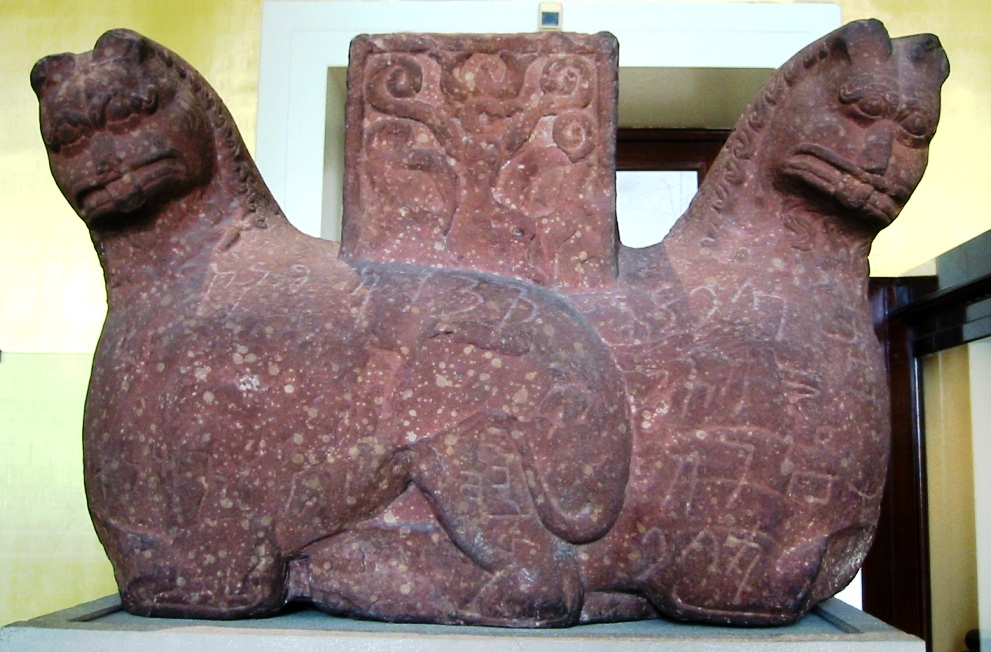
El capitel de los leones indoescita de Mathura, siglo I dC, mencionando a Rajuvula y a su mujer, Nadasi Kasa (Museo británico).

La presencia del símbolo budista triratana en el centro del capitel sugiere que Rajuvula era, al menos nominalmente, seguidor de la fe budista.
Sodasa, hijo de Rajuvula, le sucedió, y también hizo a Mathura su capital.